# 米納斯 (烏拉圭)
米納斯（西班牙語：Minas）是烏拉圭的城市，也是拉瓦耶哈省的首府，位於該國東南部，距離首都蒙特維多122公里，始建於1783年，海拔高度140公尺，2004年人口37,925。

## 外部連結
- INE map of Minas （页面存档备份，存于）